# Donald Alarie

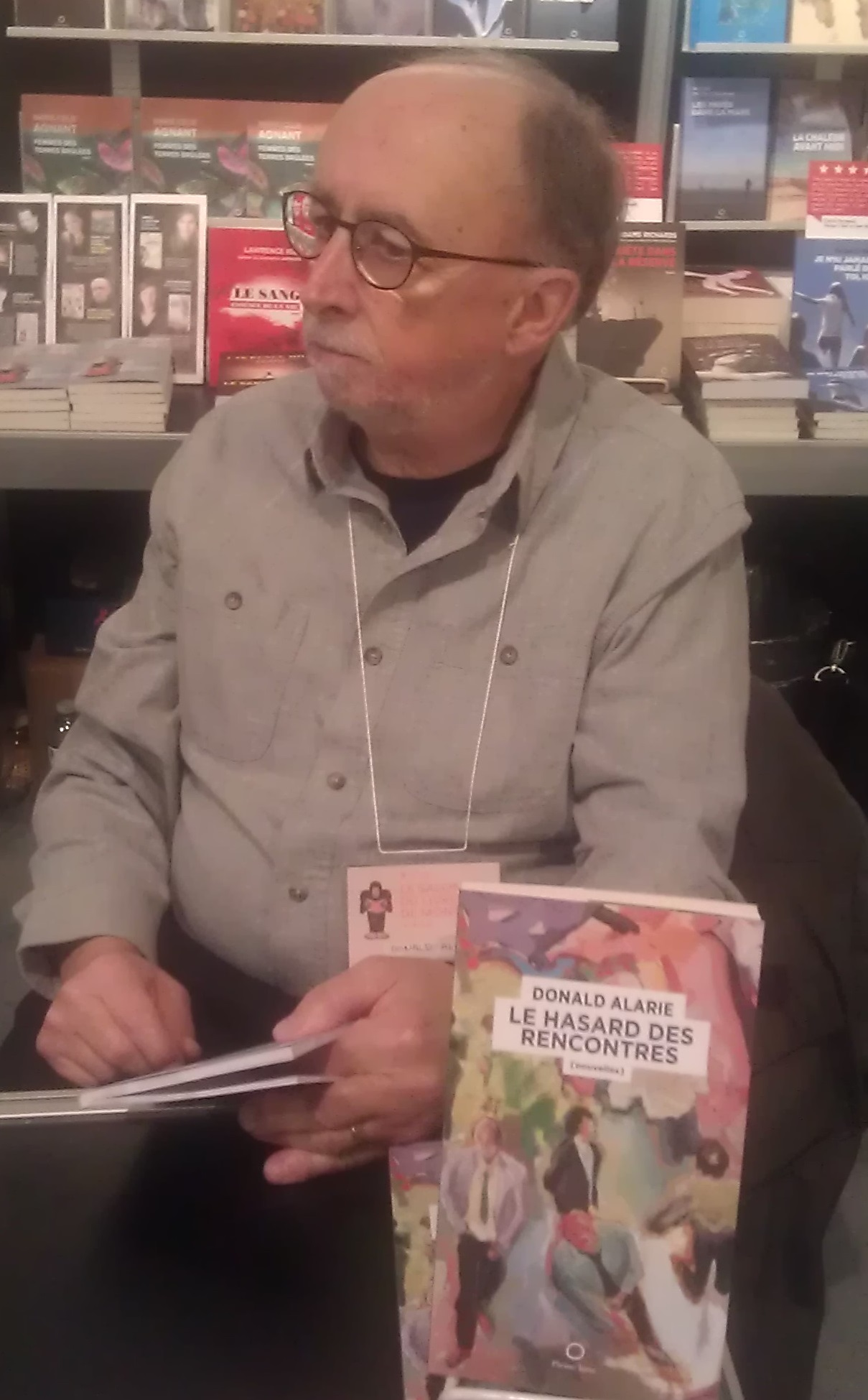
Donald Alarie

Donald Alarie (* 1945 in Montreal) ist ein kanadischer Autor, Dichter und Lehrer.
Er studierte an der Universität Montreal und war Lehrer der Schule Cégep de Joliette (1971–1997) und Artikelschreiber für Moebius, Liberté, Le Sabord, Combats, Estuaire, Brèves littéraires, XYZ (Zeitschrift) und La poésie au Québec.

## Werke
- 1971 – Animages animots : spicilège de l'animateur
- 1977 – La rétrospection, ou, Vingt-quatre heures dans la vie d'un passant
- 1979 – Du silence
- 1979 – La visiteuse
- 1980 – Jérôme et les mots
- 1980 – Graphignes
- 1983 – La Vie d'hôtel en automne
- 1986 – Un Homme paisible
- 1987 – Petits formats
- 1990 – La Terre comme un dessin inachevé
- 1990 – Au cru du vent
- 1992 – Comme un lièvre pris au piège
- 1993 – Parfois même la beauté
- 1995 – Les figurants
- 1997 – Ainsi nous allons
- 1999 – Avec notre fragilité ordinaire
- 1999 – Tu crois que ça va durer?
- 2002 – Cinéma urbain
- 2004 – Au café ou ailleurs
- 2006 – Au jour le jour
- 2006 –  Todo está perdido, todo se vuelve a encontrar / Tout est perdu, tout est retrouvé
- 2008 –  David et les autres
- 2010 – Thomas est de retour
- 2010 – Comme on joue du piano
- 2010 – J'admets que cela est éphémère
- 2011 – J'attends ton appel
- 2012 – En souvenir d'eux
- 2014 – À domicile

## Ehrungen/Preise
- 1978 – Prix Gibson
- 1980 – Prix Jean-Béraud-Molson pour Jérôme et les mots
- 1987 – Prix littéraire Marcel-Panneton
- 2006 – Prix à la création artistique du Conseil des arts et des lettres du Québec pour la région de Lanaudière

| Personendaten    | Personendaten                |
| ---------------- | ---------------------------- |
| NAME             | Alarie, Donald               |
| KURZBESCHREIBUNG | kanadischer Autor und Lehrer |
| GEBURTSDATUM     | 1945                         |
| GEBURTSORT       | Montreal                     |